# Raigarh (Staat)
Raigarh war ein Fürstenstaat Britisch-Indiens am Rande des Chota-Nagpur-Plateaus im heutigen Bundesstaat Chhattisgarh. Seine Hauptstadt war der Ort Raigarh.
Raigarh entstand 1625 als Lehen von Sambalpur. Nach dessen Eroberung durch die Marathen suchte der Raja um 1800 den Schutz der Britischen Ostindien-Kompanie. 1911 wurde Raigarh zum eigenständigen Fürstenstaat erhoben und war bis 1947 britisches Protektorat. Es unterstand bis 1905 der Provinz Bengalen, dann den Central Provinces und hatte 1892 eine Fläche von 3849 km² und 129.000 Einwohner. 
Der Raja schloss sich im August 1947 der Eastern States Union an. Am 1. Januar 1948 wurde diese Union aufgelöst und Raigarh wurde Madhya Pradesh und damit Indien eingegliedert. Am 1. November 1956 wurden alle Fürstenstaaten aufgelöst. Seit dem 1. November 2000 gehört das Gebiet zum neu gebildeten Bundesstaat Chhattisgarh.